# EXILE LIVE TOUR 2005 〜PERFECT LIVE "ASIA"〜
『EXILE LIVE TOUR 2005 〜PERFECT LIVE "ASIA"〜』（エグザイル ライブ ツアー にせんご 〜パーフェクト ライブ エイジア〜）は、EXILEの2枚目のライブ・ビデオである。2006年3月29日にrhythm zoneから発売。

## 概要
2005年9月24日から12月18日にかけて開催されたライブツアー『EXILE LIVE TOUR 2005 〜PERFECT LIVE "ASIA"〜』より最終日の横浜アリーナ公演を収録。
最終公演にGLAYがゲスト出演した。
4thアルバム『ASIA』と同時発売であり、この2作を以てボーカルのSHUNがグループを脱退した。
オリコン週間DVDランキングでは初の首位獲得となった。同時発売のアルバムも首位獲得で2冠となった。

## 収録曲

### Disc 1
1. ENTER THE EX〜Road 2 ASIA
2. Choo Choo TRAIN
3. Carry On
4. Emotional Beat
5. STAY
6. Your eyes only 〜曖昧なぼくの輪郭〜
7. FIND YOU / COLOR
8. HEART of GOLD
9. 唄い人 / 清木場俊介
10. ROCK DA HOUSE
11. 粋な一日 / NEVER LAND
12. Start Spurt / RATHER UNIQUE

### Disc 2
1. Together
2. Kiss you
3. We Will〜あの場所で〜
4. 運命のヒト 〜Piano Ver.〜
5. THE BAND INTRODUCTION
6. HERO
7. DIAMOND
8. Fly Away
9. song for you

ENCORE
1. MC
2. SCREAM / GLAY×EXILE
3. EXIT